# NGC 4040
NGC 4040 é uma galáxia elíptica (E) localizada na direcção da constelação de Coma Berenices. Possui uma declinação de +17° 49' 26" e uma ascensão recta de 12 horas, 02 minutos e 05,4 segundos.
A galáxia NGC 4040 foi descoberta em 30 de Março de 1887 por Lewis A. Swift.